# Канпассорн Суриясанпетч
Канпассорн Суриясангпетч (тайск. กัญจน์ภัสสร สุริยาแสงเพ็ชร์) по прозвищу Эйкс (อิ๊ก) — стоматолог и предпринимательница, основатель Ooca, приложения для помощи людям, страдающим психическими заболеваниями. Она была включена в список 100 женщин Би-би-си за 2018 год.
До основания Ooca Суриясанпетч служила военным дантистом в Королевской армии Таиланда.

## Компания
Суриясанпетч в 2017 году основала приложение для смартфонов Ooca, чтобы удалённо связывать тайских пациентов с психиатрической помощью через видеочаты на мобильных устройствах. Она утверждает, что это восполнило пробел в психиатрической помощи — жителям Таиланда доступно примерно в 40 раз меньше психологов, чем в других частях развитого мира.

## Награды и отличия
- 2018 — 100 женщин Би-би-си[1]
- 2017 — World Summit Award для Ooca[6]